# Clement Mboro
Clement Kutiya Mboro (Oncle Clement, geb. 1919 in Mboro bei Wau, Anglo-Ägyptischer Sudan; gest. 7. Juli 2006 in Nairobi, Kenia) war ein Politiker im Sudan. Er leistete Entscheidendes für die spätere Unabhängigkeit des Südsudans.

## Leben
Mboro studierte an der Bussere-Schule und wurde Beamter. Während des Kondominiums im anglo-ägyptischen Sudan arbeitete er als Beamter, unter anderem für die Kolonialverwaltung in Amadi, Juba und Tonj. Er nahm an der Juba-Konferenz 1947 teil, wo er sich für ein föderales Staatsgebilde einsetzte. 1951 beteiligte er sich zusammen mit Stanislaus Paysama, Abdel Rahman Sule und Buth Diu an der Gründung der Southern Liberal Party, der ersten Partei im Süden des Sudans. Nach dem Sturz von Ibrahim Abbud wurde er zum Innenminister der Übergangsregierung von Sirr al-Chatim al-Chalifa ernannt. Er vertrat die Nationale Front des Südens, welche die Parteien des Südsudans repräsentierte und deren Präsident er war. Am 6. Dezember 1964 verbreitete sich das Gerücht, er sei durch einen Nordstaatler ermordet worden, und in Khartum kam es zu Zusammenstößen zwischen Arabern und Südsudanesen, bei denen 14 Menschen getötet und 400 verletzt wurden. 
Im zweiten Kabinett 1965 wechselte er in das Ressort Industrie. In beiden Ministerien galt er als gerecht, eloquent und großzügig. Später beteiligten sich die Südsudaner nicht mehr an der Regierung, die am 25. Mai 1969 von Dschafar an-Numairi gestürzt wurde und den Krieg durch das Addis-Abeba-Abkommen 1972 beendete. Mboro 1969 wurde für zwei Jahre ohne Prozess inhaftiert.
Bei den Regionalwahlen 1973 wurde Mboro als Abgeordneter des Wahlkreises Wau gewählt und konnte das Wahlergebnis bei den Regionalwahlen 1978 wiederholen; dann wurde er zum Präsidenten der Regionalversammlung in Juba gewählt. Er war außerdem Präsident der Kommission für Rückführung, Unterstützung und Umsiedlung, die 1972 und 1973 in Juba tätig war und die Rückkehr von Flüchtlingen nach dem Krieg ermöglichte. 1975 ließ der Regionalpräsident Abel Alier Mboro kurzzeitig verhaften, was zu einer Polarisierung der Regionalpolitik in Juba führte.
Am 5. Oktober 1981 löste Präsident Numairi nur 18 Monate nach den letzten Wahlen am 28. April und 10. Mai 1980 die Nationalversammlung und die Volksversammlung der Südregion auf; der Grund war angeblich, dass fünf neue Regionen gegründet werden sollten und die Zahl der Mitglieder der Volksversammlung von 366 auf 151 reduziert werden sollte.
Als Numairi das Abkommen von Addis Abeba brach und den Süden auf der Grundlage der ehemaligen Provinzen Äquatoria, Upper Nile und Bahr al-Ghazal in drei Regionen aufteilte, trat Mboro zurück und ging im April 1983 ins Exil nach Nairobi. Numairi reiste extra nach Nairobi um sich mit Mboro zu treffen. Er konnte ihn überzeugen, dass die Menschen im Südlichen Sudan seine Unterstützung bräuchten. Daraufhin kehrte er unter der Bedingung zurück, dass alle Südsudanesen, die aus politischen Gründen im Gefängnis waren, freigelassen würden. Er wurde zum Generalsekretär der drei Regionen des Südlichen Sudan (Äquatoria, Upper Nile und Bahr al-Ghazal) ernannt.
1984 wurde er jedoch zornig auf Numairi und verließ den Sudan wieder. Er ging ins Exil nach Nairobi bis zu seinem Tod 2006. Dort trat Mboro als Hauptberater der Sudanesischen Volksbefreiungsbewegung (SPLM) bei.

## Tod
Clement Mboro verstarb am 7. Juli 2006 in einem Krankenhaus in Nairobi, Kenia.